# Tập đoàn quân 4 (Liên Xô)
Tập đoàn quân 4 là một đơn vị quân sự chiến lược cấp tập đoàn quân của Hồng quân Liên Xô, hoạt động trong thời gian Chiến tranh thế giới thứ hai tại Mặt trận phía Đông và Chiến tranh lạnh tại vùng Caucasus. Đơn vị bị giải tán khi Liên Xô tan rã.

## Chiến tranh thế giới thứ hai

### Thành lập lần đầu tiên
Tập đoàn quân số 4 được thành lập vào tháng 8 năm 1939 tại Khu quân sự đặc biệt Belorussian từ Tập đoàn quân Bobruisk với tư cách là một đơn vị tác chiến độc lập. Vào tháng 9 năm 1939, Tập đoàn quân số 4 tham gia cuộc tấn công Ba Lan của Liên Xô do Nguyên soái sau này của Liên Xô là VI Chuykov chỉ huy. Các đơn vị của tập đoàn quân, cụ thể là Tiểu đoàn 4, Lữ đoàn xe tăng hạng nhẹ 29, đã tham gia Cuộc diễu binh Đức - Xô tại Brest-Litovsk vào ngày 22 tháng 9 năm 1939.
Khi Đức xâm lược Liên Xô bắt đầu vào ngày 22 tháng 6 năm 1941, Tập đoàn quân là một phần của Phương diện quân Tây, biên chế bao gồm có:
- Quân đoàn súng trường 28 ( Bao gồm Sư đoàn súng trường số 6 và Sư đoàn súng trường số 42 )
- Quân đoàn cơ giới hóa 14
- Sư đoàn súng trường số 49
- Sư đoàn súng trường số 75[2]
- Quận phòng thủ số 62

Cuối tháng 7 năm 1941, Tập đoàn quân 4 bắt đầu giải thể. Biên chế của Tập đoàn quân 4 được đưa vào Phương diện quân Trung tâm, các đơn vị binh chủng được đưa vào các Tập đoàn quân khác.

#### 22 tháng 6 năm 1941
Tư lệnh: Trung tướng Aleksandr Korobkov
- Quân đoàn súng trường 28 - Thiếu tướng VS Popov

- Sư đoàn súng trường 6 - Đại tá MA Popsiu-Shapko
- Sư đoàn súng trường 42 - Thiếu tướng IS Lazarenko.
- Sư đoàn súng trường 49 - Đại tá CF Vasil'ev
- Sư đoàn súng trường 75 - Đại tá Nedwigin

- Quân đoàn cơ giới 14 - Thiếu tướng SI Oborin

- Sư đoàn xe tăng 22 - Mj. Tướng VP Puganov
- Sư đoàn xe tăng 30 - Đại tá Semen Bogdanov
- Sư đoàn súng trường cơ giới 205 - Đại tá FF Kudjurov

### Thành lập lần thứ hai
Vào cuối tháng 9 năm 1941, Tập đoàn quân số 4 được thành lập lần thứ hai, giữ nguyên trạng thái độc lập tác chiến cho đến tháng 12 trong khi vẫn nằm trong Lực lượng dự bị của Bộ Chỉ huy Tối cao (RVGK, Khu dự bị Stavka). Các đơn vị dã chiến của Tập đoàn quân 52 và 54 được sử dụng để bổ sung vào đội hình. Đội hình mới của Tập đoàn quân 4 bao gồm:
- Sư đoàn súng trường 285
- Sư đoàn súng trường 292
- Sư đoàn súng trường 311
- Sư đoàn kỵ binh 27
- Một lữ đoàn xe tăng
- Lực lượng không quân Dự bị số 2
- Các đơn vị pháo binh và hậu cần khác.

Tập đoàn quân 4 tham gia phòng thủ và phản công Tikhvin từ tháng 10 đến tháng 12 năm 1941. Ngày 17 tháng 12 năm 1941, Tập đoàn quân 4 được biên chế vào Phương diện quân Volkhov. Từ tháng 1 năm 1942 đến tháng 11 năm 1943, Tập đoàn quân 4 tham chiến trên mặt trận ở Volkhov và Leningrad, đồng thời làm nhiệm vụ ở hậu phương.

### Thành lập lần thứ ba
Tập đoàn quân 4 bị giải tán vào tháng 11 năm 1943 và được tái thành lập vào tháng 1 năm 1944 như một phần của Phương diện quân Transcaucasus. Tập đoàn quân 4 đóng quân tại Iran cho đến tháng 8 năm 1945 theo hiệp ước Xô-Iran năm 1921.
Vào tháng 2 năm 1944, Tập đoàn quân 4 bao gồm:
- Quân đoàn súng trường 58

- Sư đoàn súng trường sơn cước 68
- Sư đoàn súng trường 75
- Lữ đoàn súng trường 89
- Lữ đoàn súng trường 90

- Quân đoàn kỵ binh 15

- Sư đoàn kỵ binh số 1
- Sư đoàn kỵ binh 23
- Sư đoàn kỵ binh 39
- Trung đoàn AT 1595
- Tiểu đoàn AT độc lập 15
- Tiểu đoàn súng cối 17

- Tổ hợp Phòng không 28
- Trung đoàn không quân tiêm kích 492
- Trung đoàn không quân tiêm kích 167

### Danh sách tư lệnh trong Thế chiến II
- Aleksandr Korobkov (đội hình 1) (1939 - 8/7/1941)
- Leonid Sandalov (đội hình 1) (8 - 23/7/1941)
- Vsevolod Yakovlev (Đội hình 2) (26/09/1941 - 09/11/1941)
- Kirill Meretskov (Đội hình 2) (09/11/1941 - 16/12/1941)
- Pyotr Ivanov (Đội hình 2) (16/12/1941 - 03/02/1942)
- Pyotr Lyapin (Đội hình 2) (03/02/1942 - 25/06/1942)
- Nikolai Gusev (Đội hình 2) (26/06/1942 - 30/10/1943)
- Ivan Sovetnikov (Đội hình 3) (1944-1945)

## Sau chiến tranh
Sau Chiến tranh Thế giới thứ hai, Tập đoàn quân 4 đóng tại CHXHCNXV Azerbaijan trong Quân khu Zakavkaz cho đến khi Liên Xô sụp đổ.

### 1988
Vào cuối những năm 1980, Tập đoàn quân 4 bao gồm:
- Sư đoàn súng trường cơ giới cận vệ 23, Kirovabad (Gyandzha ( Ganja ) từ năm 1989)
- Sư đoàn súng trường cơ giới 60, Lenkoran
- Sư đoàn súng trường cơ giới 75, Nakhichevan, Cộng hòa Xã hội chủ nghĩa Xô viết tự trị Nakhichevan. Được chỉ huy bởi Đại tá (sau này là Thiếu tướng) Vasily Shakhnovich (8/1961-11/1964)
- Sư đoàn súng trường cơ giới 295, Baku
- Lữ đoàn tên lửa cận vệ 136 (SS-1 Scud), ( Perekishkyul, CHXHCNXV Azerbaijan,1981 - 1992)[7]
- Lữ đoàn tên lửa phòng không 117 , Baku
- Trung đoàn trinh sát độc lập thứ 714, Baku
- Hai đơn vị pháo binh tại Qobu :[8]
  - Trung đoàn pháo binh cờ đỏ cận vệ 215 Dniproderzhyns và Trung đoàn pháo binh Kutuzov (Trang bị 24 pháo 2A36 Giatsint-B, 36 pháo D-20)
  - Trung đoàn pháo phản lực 941 (Trang bị 36 hệ thống BM-21 Grad );
- Hai đơn vị không quân trực thăng:
  - Phi đội Không quân Hỗn hợp Độc lập 121 (Trang bị 5 chiếc Mi-8, 1 chiếc Mi-6), Kyzyl-Agach[9]
  - Phi đội Trực thăng Độc lập 381 (Trang bị 13 chiếc Mi-24, 4 chiếc Mi-8), Nakhichevan[10]

### Danh sách tư lệnh giai đoạn Chiến tranh lạnh
- Đại tướng Alexander Luchinsky (25 tháng 12 năm 1945 - 19 tháng 2 năm 1947)
- Đại tướng Ivan Managarov (19 tháng 2 năm 1947 - 1 tháng 4 năm 1949)
- Đại tướng Issa Pliyev (1 tháng 4 năm 1949 - 27 tháng 6 năm 1955)
- Trung tướng Sergey Bobruk (27 tháng 6 năm 1955 - 12 tháng 12 năm 1957)
- Trung tướng Konstantin Provalov (28 tháng 1 năm 1958 - 6 tháng 3 năm 1959)
- Trung tướng Mikhail Lugovtsev (6 tháng 3 năm 1959 - 25 tháng 2 năm 1961)
- Trung tướng Antatoly Andrushchenko (25 tháng 2 năm 1961 - 4 tháng 12 năm 1964)
- Trung tướng Ivan Tretyak (4 tháng 12 năm 1964 - 21 tháng 9 năm 1967)
- Trung tướng Andrey Bolibrukh (22 tháng 9 năm 1967 - 19 tháng 1 năm 1973)
- Trung tướng Dmitry Yazov (19 tháng 1 năm 1973 - 20 tháng 5 năm 1974)
- Trung tướng Vasily Kirilyuk (20 tháng 5 năm 1974 - tháng 11 năm 1978)
- Trung tướng Alexander Kovtunov (tháng 12 năm 1978 - tháng 6 năm 1981)
- Trung tướng Viktor Samsonov (tháng 5 năm 1985 - tháng 5 năm 1987)
- Trung tướng Anatoly Shapovalov (tháng 5 năm 1987 - tháng 2 năm 1989)
- Trung tướng Vladimir Sokolov (tháng 2 năm 1989 - tháng 12 năm 1991)
- Thiếu tướng Nikolay Popov (tháng 12 năm 1991 - tháng 8 năm 1992)

### Thư muc
- Feskov, V.I.; K.A. Kalashnikov; V.I. Golikov. (2004). The Soviet Army in the Years of the 'Cold War' (1945-1991). Tomsk: Tomsk University Press. ISBN 5-7511-1819-7.
- Feskov, V.I.; Golikov, V.I.; Kalashnikov, K.A.; Slugin, S.A. (2013).  Вооруженные силы СССР после Второй Мировой войны: от Красной Армии к Советской [The Armed Forces of the USSR after World War II: From the Red Army to the Soviet: Part 1 Land Forces] (bằng tiếng Nga). Tomsk: Scientific and Technical Literature Publishing. ISBN 9785895035306.